# فرقيطة فئة فلاور
كانت فرقيطة فئة فلاور (يشار إليها أيضًا باسم فئة غلاديولوس نسبة إلى سفينة القيادة) فئة بريطانية من 294 فرقيطة استخدمتها قوات الحلفاء خلال الحرب العالمية الثانية خاصةً لحماية القوافل من الغواصات الألمانية خلال معركة الأطلسي. أخذت سفن البحرية الملكية من هذه الفئة أسمائها من الزهور.
خدم معظمها خلال الحرب العالمية الثانية مع البحرية الملكية (RN) والبحرية الملكية الكندية (RCN). انتقل العديد من السفن التي بنيت إلى حد كبير في كندا من البحرية الملكية إلى البحرية الأمريكية (USN) بموجب برنامج الإعارة والتأجير، وخدمت في كلا من البحريتين. انتقلت بعض الفرقيطات إلى البحرية الأمريكية بواسطة أطقم من خفر السواحل الأمريكي. عُرفت السفن التي خدمت مع البحرية الأمريكية باسم فئة تمبتريس أو فئة الزوارق الحربية القتالية. خدمت فرقيطات أخرى من فئة فلاور مع القوات البحرية الفرنسية الحرة، والبحرية الملكية الهولندية، والبحرية الملكية النرويجية، والبحرية الملكية الهندية، والبحرية الملكية اليونانية، والبحرية الملكية النيوزيلندية، والبحرية الملكية اليوغوسلافية، وبعد الحرب مباشرة، مع بحرية جنوب أفريقيا.
شهدت العديد من سفن فئة فلاور الفائضة الخدمة عالمياً في الأساطيل البحرية الأخرى بعد الحرب العالمية الثانية، بالإضافة إلى الاستخدام المدني. إتش إم سي إس ساكفي هي السفينة الوحيدة في الفئة التي تم الحفاظ عليها كسفينة متحف.

## وصلات خارجية
- The Flower-Class Corvette Forums A dedicated discussion forum which maintains the largest online collection of Flower-Class Corvette images and accessible historical documents.
- uboat.net has pages on the original and revised Flower-classes.
- The Flower-Class Corvette Association نسخة محفوظة 10 January 2008 على موقع واي باك مشين.
- HMCS Sackville – The Last Corvette
- "Corvette K-225" – a 1943 film (the real K225 was HMCS Kitchener)
- Flower-Class Corvettes by Bob Pearson & Chris Banyai-Riepl
- 1993 film "Lifeline to Victory"—filmed aboard Sackville
- HMS Violet
- Diary of a Petty Officer on HMS La Malouine during Convoy PQ.17.
- 1953 film "The Cruel Sea" – based on Nicholas Monsarrat's novel